# Seznam filmov
Seznam filmov. 

## 0
- 10 razlogov zakaj te sovražim (10 Things I Hate About You)
- 100 deklet (100 Girls)
- 101 dalmatinec (101 Dalmatians)
- 102 dalmatinca (102 Dalmatians)
- 13 dni (Thirteen Days)
- 13 pogovorov o eni stvari (Thirteen Conversations About One Thing)
- 15 minut slave (15 Minutes)
- 200 cigaret (200 Cigarettes)
- 2001: Vesoljska odiseja (2001: A Space Odyssey)
- 21 gramov (21 Grams)
- 24 urni žurerji (24 Hour Party People)
- 28 dni (28 Days)
- 28 dni pozneje (28 Days Later)
- 3000 milj do Gracelanda (3000 Miles to Graceland)
- 40 dni in 40 noči (40 Days and 40 Nights)
- 50 prvih poljubov (50 First Dates)
- 8 milj (8 Mile)
- 8 žensk (8 Femmes / 8 Women)

## A
- A.I. umetna inteligenca (A.I. Artificial Intelligence)
- Absolutnih 100 (Apsolutnih 100)
- Afera Thomasa Crowna (The Thomas Crown Affair)
- Agent Cody Banks
- Aleksander (Alexander)
- Alfie
- Ali G Indahouse (Ali G Indahouse)
- Ali je pilot v letalu? (Airplane!)
- Alien proti Predatorju (Alien vs. Predator)
- Amarcord (Amarcord)
- Amelie (Le Fabuleux destin d'Amélie Poulain)
- Amen
- Ameriška ljubljenca (America's Sweethearts)
- Ameriška pita (American Pie)
- Ameriška pita 2 (American Pie 2)
- Ameriška pita: Poroka (American Wedding)
- Ameriški psiho (American Psycho)
- Ameriški žigolo (American Gigolo)
- Amir - šerif iz Nurića (Amir - šerif iz Nurića)
- Amityville (The Amityville Horror)
- Ana in kralj (Anna and the King)
- Anakonda 2: Lov na krvavo orhidejo (Anacondas: The Hunt for the Blood Orchid)
- Analiza pa taka (Analyze This)
- Anastazija (Anastasia, 1956)
- Anastazija (Anastasia, 1997)
- Andaluzijski pes (Un chien andalou, 1929)
- Angelske oči (Angel Eyes)
- Angleški pacient (English Patient)
- Anja in Viktor (Kărlighed ved fřrste hik)
- Antitrust
- Apokalipto (Apocalypto)
- Apostol (The Apostle)
- Armageddon
- Arnhemski most (A Bridge Too Far)
- Artur Prdonja (Artie)
- A smo že tam? (Are We There Yet?)
- Asterix in Obelix proti Cezarju (Asterix & Obelix Versus Caesar)
- Asterix in Obelix: Misija Kleopatra (Astérix & Obélix: Mission Cléopâtre )
- Atanarjuat: hitri tekač (Atanarjuat: The Fast Runner)
- Atlantida - izgubljeno cesarstvo (Atlantis: The Lost Empire)
- Austin Powers v Zlatotiču (Austin Powers in Goldmember)
- Austin Powers: Vohun, ki me je nategnil (Austin Powers: The Spy Who Shagged Me)
- Avatar
- Avstralija (Australia)
- Avtoštopar (The Hitcher)

## B
- B. Monkey
- Babe
- Babe: Pujsek v mestu (Babe: Pig in the City)
- Babica gre na jug (Babica gre na jug)
- Bal smrti (Monster's Ball)
- Bambi
- Banana Joe (Banana Joe)
- Bandita (Bandits)
- Barabe! (Barabe!)
- Bazen (Swimming Pool)
- Bean
- Bela modela (White Chicks)
- Beneška kurtizana (A Destiny Of Her Own)
- Bes pod kontrolo (Anger Management)
- Besno maščevanje (A Man Apart)
- Betty (Nurse Betty)
- Bicentennial Man (Bicentennial Man)
- Bili smo vojaki (We Were Soldiers)
- Billy Elliot
- Bilo je nekoč na zahodu (Once Upon a Time in the West)
- Bilo je nekoč v Ameriki (Once Upon a Time in America)
- Bilo je nekoč v Mehiki (Once Upon a Time in Mexico)
- Biti John Malkovich (Being John Malkovich)
- Biti zaljubljen (Falling in Love)
- Bitka s casom (Out of Time)
- Blackie, črni gusar (Il Corsaro nero)
- Blade
- Blade 2 (Blade II)
- Blaznost (Frailty)
- Bledolični ubijalec (Le Samourai)
- Bleferji (Suckers)
- Bleščanje (Šajnanje / The Shining)
- Bližnja srečanja tretje vrste (Close Encounters of the Third Kind)
- Bližnji odnosi (Closer)
- Blondinka s Harvarda (Legally Blonde)
- Blondinka s Harvarda 2 (Legally Blonde 2: Red, White & Blonde)
- Bloody Sunday
- Blues za Saro
- Bodi kul (Be Cool)
- Bogovi in pošasti (Gods and Monsters)
- Bogovi so padli na glavo (The Gods Must Be Crazy)
- Bojevniki podzemlja (The Warriors)
- Bolje ne bo nikoli (As Good As It Gets)
- Bombarder (Bomber)
- Borat
- Boter (The Godfather)
- Boter 2 (The Godfather: Part II)
- Boter 3 (The Godfather: Part III)
- Bournova premoč (The Bourne Supremacy)
- Bovling za Columbine (Bowling for Columbine)
- Bowfinger
- Božanske skrivnosti Ya Ya Sester (Divine Secrets of Ya Ya Sisterhood)
- Božiček 2 (Santa Clause 2)
- Božje mesto (City of God)
- Bralec (The Reader)
- Brata (Two Brothers)
- Brata v vojni (Taegukgi hwinalrimyeo)
- Brazgotinec (Scarface)
- Brez povratka (Final Destination)
- Brez povratka 2 (Final Destination 2)
- Brezglavi jezdec (Sleepy Hollow)
- Bridget Jones: Na robu pameti (Bridget Jones: The Edge of Reason)
- Brigada 49 (Ladder 49)
- Britof z razgledom (Plots With A View)
- Brodolom (Cast Away)
- Bruc iz province (Outside providence)
- Butec in butec (Dumb and Dumber)
- Butec in butec 2: Ko je Harry srečal Lloyda (Dumb and Dumberer: When Harry Met Lloyd)
- Butnskala

## C
- Catwoman
- Casablanca
- Celica (The Cell)
- Cesarjeva nova podoba (The Emperor's New Groove)
- Chaplin
- Charliejevi angelčki (Charlie's Angels)
- Charliejevi angelčki: S polno brzino (Charlie's Angels: Full Throttle)
- Chicago
- Civilna žrtev (Collateral Damage)
- Clockstoppers
- Comedian Harmonists (Filmski festival Evropske unije, nemški)
- Confessions of a Teenage Drama Queen (Confessions of a Teenage Drama Queen)
- Constantine
- Corellijeva mandolina (Captain Corelli's Mandolin)
- Corky Romano
- Crocodile Hunter: The Collision Course
- Cukr in Popr (Sugar & Spice)
- Cukrček (Honey)

## Č
- Čaka te pošta (You've got m@il)
- Čarobni meč (The Magic Sword / Quest For Camelot)
- Čarovnica iz Blaira (The Blair Witch Project)
- Čarovnica iz Blaira 2: Knjiga senc (Blair Witch 2: Book of Shadows)
- Čarovnije za vsak dan (Practical Magic)
- Čarovnik iz Oza (The Wizard of Oz)
- Čas deklištva (Little Women)
- Časovna past (Timeline)
- Časovni stroj (The Time Machine)
- Čeprav nisi nikoli vedel (Festival filma Evropske unije, španski)
- Čistka (Walking Tall)
- Človek z lune (Man on the Moon)
- Človek za vse čase (A Man for all Seasons)
- Človek slon (The Elephant Man)
- Človeški madež (The Human Stain)
- Čokolada (Chocolat)
- Črni petek za gangsterje (The Long Good Friday)
- Čudež (Miracle)
- Čudežna mreža (Charlotte's Web, 1973)
- Čudežna mreža (Charlotte's Web, 2006)
- Čudežna mreža 2 (Charlotte's Web 2: Wilbur's Great Adventure)
- Čudež v Bernu (Das Wunder von Bern)
- Čudežno potovanje (Spirited Away)
- Čudoviti um (A Beautiful Mind)

## D
- Daj naprej (Pay It Forward)
- Dajmo, punce (Bring It On)
- Daleč od nebes (Far From Heaven)
- Daltoni (Les Dalton)
- Dan po jutrišnjem (The Day After Tomorrow)
- Dan za trening (Training Day)
- Daredevil
- Dekle tvojih sanj (La Nińa de tus ojos)
- Dekleta iz visoke družbe (Uptown Girls)
- Dekleta s koledarja (Calendar Girls)
- Dekleta zgoraj (brez) (Mädchen, Mädchen)
- Dekleta zgoraj (brez) 2 (Mädchen, Mädchen 2)
- Dergi in Roza: V kraljestvu svizca (Dergi in Roza v Kraljestvu svizca)
- Desperado
- Deuce Bigalow: Moški žigolo (Deuce Bigalow: Male Gigolo)
- Deveta vrata (The Ninth Gate)
- Dežela (Festival filma Evropske unije, irski)
- Dim (Smoke)
- Dinozaver (Dinosaur)
- Dirka (Driven)
- Divja dirka (Rat Race)
- Divja horda (The Wild Bunch)
- Divji divji zahod (The Wild Wild West)
- Divji v sedlu (Torque)
- Dnevnik Bridget Jones (Bridget Jones's Diary)
- Do groba (Cradle 2: The Grave)
- Do nazga (Full Monty)
- Dober, grd, hudoben (Il buono, il brutto, il cattivo)
- Doberman (Dobermann)
- Dobre mrhe (Coyote Ugly)
- Dobri vojak Šverc (Buffalo Soldiers)
- Dobro jutro, noč (Buongiorno, notte)
- Dobrodošli v Collinwoodu (Welcome to Collinwood)
- Dobrodošli v džungli (Welcome to the Jungle)
- Dodgeball: Zgube med dvema ognjema (Dodgeball: A True Underdog Story)
- Dogma
- Dogville
- Dokaz življenja (Proof of Life)
- Doktor s srcem (Patch Adams)
- Doktor Živago (Doctor Zhivago)
- Dol z ljubeznijo (Down with Love)
- Dolgi prsti (Scorched)
- Dosjeji X (film) (X-Files)
- Dovolj mi je (Enough)
- Dr. Dolittle
- Dr. Dolittle 2
- Dragulj z Mississippija (Cookie'S Fortune)
- Drakula 2000
- Druga najlepša stvar (The Next Best Thing)
- Družba pravih gospodov (League of Extraordinary Gentlemen)
- Družinski dnevnik (Družinski dnevnik)
- Državna varnost (National Security)
- Državni sovražnik (Enemy of the State)
- Ducat umazancev (The Dirty Dozen)
- Dumbo
- Dungeons & Dragons
- Dva tedna za ljubezen (Two Weeks Notice)
- Dvoboj (Duel)
- Dvojčici (De Tweeling)
- Dvojne počitnice (Dvojne počitnice)

## E
- E. T. - Vesoljček (E.T. the Extra-Terrestrial)
- Edini (The One)
- Edukatorji (Die Fetten Jahre sind vorbei)
- Egipčanski princ (The Prince of Egypt)
- Eksperiment (Das Experiment)
- Ekspres, ekspres (Ekspres, ekspres)
- Elektra (Elektra)
- Elizabeta (Elizabeth)
- Elvis je odšel (Elvis has left the building)Elvjs in Mariljn (Festival filma Evropske unije, italijanski)
- Emil in detektivi (Emil and the Detectives)
- Ena na ena (Jedan na jedan)
- Ekvilibrij - (Ravnovesje)
- Erin Brokovich (Erin Brokovich)
- Eurotrip (Eurotrip)
- Evolucija (Evolution)
- Evropa v kratkem IV (Evropa v kratkem IV)
- Extreme Ops

## F
- Fahrenheit 9/11
- Fantazija (Fantasia)
- Fantazija 2000 (Fantasia 2000)
- Fantje in punce (Boys and Girls)
- Fantje mojega življenja (Riding in Cars with Boys)
- Fantje ne jočejo (Boys Don't Cry)
- Film, da te kap (Scary Movie)
- Film, da te kap 2 (Scary Movie 2)
- Film, da te kap 3 (Scary Movie 3)
- Film, da te kap 4 (Scary Movie 4)
- Film, da te kap 5 (Scary Movie 5)
- Final Fantasy (Final Fantasy - The Spirits Within)
- Formula 51 (51st State)
- Forresterjevo razkritje (Finding Forrester)
- Frajerske superge (Like Mike)
- Frida
- Frka v bajti (Bringing Down The House)
- Frost Nixon (Frost/Nixon)
- Ful gas (Rush Hour)
- Ful gas 2 (Rush Hour 2)

## G
- Garfield (Garfield: The Movie)
- Generacija X (American History X)
- Generalova hči (The General's Daughter)
- Genij (Holy Man)
- Gin in čokolada (Crush)
- Gladiator
- Glasba iz druge sobe (Music From Another Room)
- Glasba mojega srca (Music From The Heart)
- Glasniki vetra (Windtalkers)
- Glavna postaja (Central Station)
- Globoka modrina (Deep Blue Sea)
- Globoko grlo (Deep Throat)
- Godzila (Godzilla)
- Goli v sedlu (Easy Rider)
- Gordy
- Gori (Gori vatra)
- Gosford Park (Gosford Park)
- Gospod Schmidt (About Schmidt)
- Gospodar in bojevnik (Master and Commander: The Far Side of the World)
- Gospodar prstanov: Bratovščina prstana (The Lord of the Rings 1: The Fellowship of the Ring)
- Gospodar prstanov: Kraljeva vrnitev (The Lord of the Rings: The Return of the King)
- Gospodar prstanov: Stolpa (The Lord of the Rings: The Two Towers)
- Gostišče »Pri mami« (Tanguy)
- Gothika (Gothika)
- Govori z njo (Hable con ella)
- Grad (Festival filma Evropske unije, avstrijski)
- Greh očeta Amara (El Crimen del padre Amaro)
- Grinch (How the Grinch Stole Christmas)
- Grof Monte Cristo (The Count of Monte Cristo)
- Guniji (The Goonies)
- Guru (The Guru)

## H
- Hamlet
- Hancock
- Hanging Up
- Hannibal
- Happy, Texas
- Harry Potter in dvorana skrivnosti (Harry Potter and the Chamber of Secrets)
- Harry Potter in jetnik iz Azkabana (Harry Potter and the Prisoner of Azkaban)
- Harry Potter in kamen modrosti (Harry Potter and the Philosopher's Stone)
- Harry Potter in ognjeni kelih (Harry Potter and the Goblet of Fire)
- Harry Potter in feniksov red (Harry Potter and the Order of the Phoenix)
- Harry Potter in princ mešane krvi (Harry Potter and the half blood prince)
- Harry Potter in svetinje smrti 1. del (Harry Potter and the Deathly Hallows part 1.)
- Harry Potter in svetinje smrti 2. del (Harry Potter and the Deathly Hallows part 2.)
- Hartova vojna (Hart's War)
- Hazarderji (Shade)
- Helenca na preizkušnji (Raising Helen)
- Hellboy (Hellboy)
- Henry - portret serijskega morilca (Henry: Portrait of a Serial Killer)
- Herkul (Hercules)
- Heroj (Ying Xiong)
- Hidalgo (Hidalgo)
- Hi-lo ranč (Hi-Lo Country)
- Himalaja (Himalaya - l'enfance d'un chef)
- Hipnoza (Stir Of Echoes)
- Hiša debele mame (Big Momma's House)
- Hiša letečih bodal (Shi mian mai fu)
- Hiša na pečini (Life as a House)
- Hiša peska in megle (House of Sand and Fog)
- Hiša strahov (The Haunting)
- Hišni red (The Cider House Rules)
- Hitch: Zdravilo za sodobnega moškega (Hitch)
- Hitri in drzni (The Fast and the Furious)
- Hladni vrh (Cold Mountain)
- Hladnokrvno (No Good Deed)
- Holes
- Hollywoodski kifeljci (Hollywood Homicide)
- Hotel New Rose (New Rose Hotel)
- Hulk (The Hulk)
- Hurikan (The Hurricane)

## I
- Identiteta (Identity)
- Igra usode (Serendipity)
- Igre lakote: Arena smrti (The Hunger games)
- Igre lakote: Kruto maščevanje (The Hunger Games: Catching Fire)
- Igre lakote: Upor, 1. del (The Hunger Games: Mockingjay - Part 1)
- Igre lakote: Upor, 2. del (The Hunger Games: Mockingjay - Part 2)
- Imenovali so ga Buldožer (Lo chiamavano Bulldozer)
- In prišla je Polly (Along Came Polly)
- Insomnia
- Instinkt (Instinct)
- Inšpektor Gadget (Inspector Gadget)
- Intacto
- Interstate 60 (Interstate 60)
- Intimnost (Intimacy)
- Iron Man
- Iron Man 2
- Iron Man 3
- Iskan (Wanted)
- It Runs in the Family (It Runs in the Family)
- Italijanska misija (The Italian Job)
- Italijanščina za začetnike (Italiensk for begyndere)
- Ivana Orleanska (The Messanger: The Story of Joan of Arc)
- Iz pekla (From Hell)
- Izbranka teme (Bless the Child)
- Izganjalec hudiča (The Exorcist)
- Izganjalec hudiča - režiserjeva verzija (The Exorcist (Director's cut))
- Izganjalec hudiča: Na začetku (Exorcist: The Beginning)
- Izgubljena prtljaga (Left Luggage)
- Izgubljene duše (Lost Souls)
- Izpovedi nevarnega uma (Confessions of a Dangerous Mind)
- Izvirni greh (Original sin)

## J
- Jackass (Jackass: The Movie)
- Jaguar
- Jajca na verigi (Le Boulet)
- Jake, Brian in Anna (Keeping The Faith)
- Jalla! Jalla!
- Jamakasi (Yamakasi)
- James Bond: Umri kdaj drugič (Die Another Day)
- Jako in Metka (Hansel & Gretel)
- Jaz pa tebi mamo (Y tu mamá también)
- Jaz, Irene & jaz (Me, Myself & Irene)
- Jaz, robot (I, Robot)
- Jaz, vohun (I Spy)
- Je sploh lahko še slabše? (What's The Worst Thing That Could Happen?)
- Jebiga
- Jedro (The Core)
- Jesen prihaja, Dunja moja (Jesen stiže, Dunjo moja)
- Jesen v New Yorku (Autumn In New York)
- John Q.
- Johnny English
- Jurrasic Park
- Jurski park 2: Izgubljeni svet (The Lost World: Jurrasic Park)
- Jurski park 3 (Jurrasic Park 3)
- Jutri nikoli ne umre (Tomorrow Never Dies)

## K
- K-19: Črna vdova (K-19: The Widowmaker)
- Kačji pastir (Dragonfly)
- Kaj dogaja? (Go)
- Kaj ženske ljubijo (What Women Want)
- Kajmak in marmelada (Kajmak in marmelada)
- Kako se izogniti božiču (Christmas With the Kranks )
- Kako se znebiti fanta v 10 dneh (How to Lose a Guy in 10 Days)
- Kar brez skrbi (Happy-Go-Lucky)
- Kar si dekle želi (What a Girl Wants)
- Karieristke (Career Girls)
- Kate in Leopold (Kate & Leopold)
- Kdo je Bourne? (The Bourne Identity)
- Kdo je tu nor? (O Brother, Where Art Thou?)
- Kdo tam poje (Ko to tamo peva)
- Kekec
- Ken Park
- Kifeljci (Kopps)
- Kinsey (Kinsey)
- Kloniranka (Repli-Kate)
- Klub golih pesti (Fight Club)
- Knjiga o džungli (The Jungle Book)
- Knjiga o džungli 2 (The Jungle Book 2)
- Knockaround Guys (Knockaround Guys)
- Ko bom velik, bom kenguru (Kad porastem biću Kengur)
- Ko je Harry srečal Sally (When Harry Met Sally...)
- Ko zorijo jagode (Ko zorijo jagode)
- Kocka (The Cube)
- Kokoške na begu (Chicken Run)
- Kolesa (Točkovi)
- Kolicinski popust (Cheaper by the Dozen)
- Konan Barbar (Konan the Barbarian)
- Konec afere (The End of The Affair)
- Konec nasilja (The End of Violence)
- Konec šole (No more school)
- Kontrolorji (Scanners)
- Kot oče in sin (Like Father Like Son)
- Kot rit in srajca (Stuck On You)
- K-Pax (K-PAX)
- Kralj Artur (King Arthur)
- Kralj škorpijonov (The Scorpion King)
- Kraljestvo morskega psa (Shark Tale)
- Kravja farma (Home on the Range)
- Kremenčkovi 2 (The Flintstones in Viva Rock Vegas)
- Krik 3 (Scream 3)
- Kristusov pasijon (The Passion of the Christ)
- Krog (The Ring)
- Krog 2 (The Ring Two)
- Krogla za generala (Quien Sabe?)
- Krokodil Dundee v Los Angelesu (Crocodile Dundee in Los Angeles)
- Krožna cesta (Revolutionary Road)
- Kruh in mleko (Kruh in mleko)
- Kruh in tulipani (Pane e tulipani)
- Kruha in iger
- Kruti policaj (Hard Boiled)
- Krvavi posel (Blood Work)
- Krvavo obzorje (Event Horizont)
- Kurba (Yo puta)
- Kuža Bud (Air Bud: Spikes Back)
- Kvartopirci (Rounders)

## L
- Ladijske novice (The Shipping News)
- Ladja groze (Ghost Ship)
- Lahki dekleti (The Banger Sisters)
- La Jetee (La Jetee)
- Lara Croft - Tomb Raider: Zibelka življenja (Lara Croft Tomb Raider: The Cradle of Life)
- Lara Croft: Tomb Raider (Lara Croft: Tomb Raider)
- Last Castle
- Laurel Canyon
- Ledena doba (Ice Age)
- Legenda o Baggerju Vanceu (The Legend of Bagger Vance)
- Legenda o jezdecu kitov (Whale Rider)
- Legionar (Legionnaire)
- Lekcija za gospo Tingle (Teaching Ms. Tingle)
- Lemony Snicket: Zaporedje nesrečnih dogodkov (film) (Lemony Snicket's A Series of Unfortunate Events)
- Lepe vasi lepo gorijo (Lepa sela lepo gore)
- Lepota po ameriško (American Beauty)
- Lepotica in zver (Beauty and the Beast)
- Lepotica pod krinko (Miss Congeniality)
- Lepotica pod krinko: Čudovita in nevarna (Miss Congeniality 2: Armed And Fabolous)
- Let nad kukavičjim gnezdom (One Flew Over the Cuckoo's Nest)
- Letalec (Aviator)
- Letošnja ljubezen (This Year's Love)
- Levjesrčni (Lion Heart)
- Levji kralj (The Lion King)
- Levji kralj 2: Simbov ponos (The Lion King II: Simba's Pride)
- Levji kralj 3: Hakuna Matata (The Lion King 1½)
- Lili in Žverca (Lilo & Stitch)
- Lisica in pes (The Fox and the Hound)
- Lisica in pes 2 (The Fox and the Hound 2)
- Lizzie bo popstar (The Lizzie McGuire Movie)
- Ljubezen in vse ostalo (Anything Else)
- Ljubezen je luštna stvar (Something's Gotta Give)
- Ljubezen je slepa (Shallow Hal)
- Ljubezen v mesečini (Moonlight Mile)
- Ljubezen v steklenički (Message in the Bottle)
- Ljubljana
- Ločitev po francosko (Le Divorce)
- Lovec na jelene (The Deer Hunter)
- Lovec na ljudi (Manhunter)
- Lomilki src (Heartbreakers)
- Looney Tunes: Ponovno v akciji (Looney Tunes: Back in Action)
- Lov na srečo (The Cooler)
- Lovec na sanje (Dreamcatcher)
- Lucky Break (Lucky Break)
- Luknja (The Hole)
- Lulu na mostu (Lulu on the Bridge)

## M
- Mackennovo zlato (Mackenna's Gold)
- Maček v klobuku (The Cat in the Hat)
- Mačke in psi (Cats and Dogs)
- Mafija! (Jane Austen's Mafia!)
- Mafijski blues (Analyze That)
- Magnolija (Magnolia)
- Mala morska deklica (The Little Mermaid)
- Malena (Malena)
- Mali otroci (Little Children)
- Mali svet (Mali svet)
- Mali vohuni (Spy Kids)
- Mali vohuni 2 - otok izgubljenih sanj (Spy Kids 2: The Island of Lost Dreams)
- Mali vohuni 3-D: Konec igre (Spy Kids 3-D: Game Over)
- Mama pri šestnajstih (Mom at sixteen)
- Mamma Mia! (Mamma Mia! The Movie)
- Mambo Italiano (Mambo Italiano)
- Mamin sinko (The Waterboy)
- Mandžurski kandidat (The Manchurian Candidate)
- Manitujev čevelj (Der Schuh des Manitu)
- Maratonci tečejo častni krog (Maratonci trče počasni krug)
- Maratonec (Marathon Man)
- Marija milosti polna (Maria full of Grace)
- Marlene
- Mars napada! (Mars Attacks!)
- M.A.S.H.
- Maska: Mladi naslednik (Son of the Mask)
- Maščevanje (Payback)
- Maščevanje (Revenge)
- Matrica (The Matrix)
- Matrica Reloaded (Matrix Reloaded)
- Matrica Revolucija (The Matrix Revolutions)
- Med belimi fanti (Whiteboys)
- Med Državno in Glavno (State and Main)
- Med tvojimi nogami (Entre las piernas)
- Med življenjem in smrtjo (Bringing out the dead)
- Medeni mož (Gingerbread Man)
- Medvedek Pu in pujskova velika pustolovšcina (Piglet's Big Movie)
- Medvedek Pu in Slovon (Pooh's Heffalump Movie)
- Medvedja brata (Brother Bear)
- Medvedja brata 2 (Brother Bear 2)
- Mehikanka (The Mexican)
- Melanie se poroči (Sweet Home Alabama)
- Melinda in Melinda (Melinda & Melinda)
- Memento (Memento)
- Mesto angelov (City of Angels)
- Mesto teme (Dark City)
- Michel Vaillant (Michel Vaillant)
- Mifune (Mifunes sidste sang)
- Miki modre oči (Mickey Blue Eyes)
- Milk (Milk)
- Mirni Američan (The Quiet American)
- Mirno jezero (Lake Placid)
- Misija na Mars (Mission to Mars)
- Misija: Cucelj (The Pacifier)
- Misija: nemogoče 2 (Mission: Impossible 2)
- Mišek Stuart Little (Stuart Little)
- Mišek Stuart Little 2 (Stuart Little 2)
- Mladi Adam (Young Adam)
- Mladi, lepi in zadeti (Les Gaous)
- Modeli stare šole (Old School)
- Moder v obraz (Blue in the Face)
- Modri angeli (Dark Blue)
- Modrooki Miki (Mickey Blue Eyes)
- Mogočni Joe Young (Mighty Joe Young)
- Mogočni par (The Mighty)
- Moj idol (Mon Idole)
- Moj najboljši sovražnik (Mi mejor enemigo)
- Moj najljubši Marsovec (My Favorite Martian)
- Moja boš (I Want You)
- Moja mala navihanka (Jersey Girl)
- Moja obilna grška poroka (My Big Fat Greek Wedding)
- Moje ime je Sam (I Am Sam)
- Moje življenje brez mene (My Life Without Me)
- Monsunska svatba (Monsoon Wedding)
- Monty Python in smisel življenja (Monty Python's Meaning Of Life)
- More Ants in the Pants (Knallharte Jungs)
- Morilca osamljenih src (Lonely Hearts / Lonely Hearts Killers)
- Morilci stare gospe (The Ladykillers)
- Morilci, tatovi in dve nabiti šibrovki (Lock, Stock and Two Smoking Barrels)
- Morilec (The Killer)
- Morilec mehkega srca (Whole Nine Yards)
- Morje v meni (Mar adentro)
- Moška stvar (A Guy Thing)
- Mothmanova prerokba (The Mothman Prophecies)
- Motoristov dnevnik (Diarios de motocicleta)
- Moulin Rouge
- Mož brez preteklosti (The Man Without the Past)
- Mož brez telesa (Hollow Man)
- Mož, ki ga ni bilo (The Man Who Wasn't There)
- Mož, ki je tožil Boga (The Man Who Sued God)
- Možje časti (Men of Honor)
- Možje v črnem 2 (Men in Black 2)
- Možje X (X-men)
- Možje X 2 (X2)
- Mravljinec Z (Antz)
- Mulan
- Mulc (Disney's The Kid)
- Mulca (Pups)
- Mulholland Drive (Mulholland Dr.)
- Mumija (The Mummy)
- Mumija se vrača (Mummy Returns)
- Munje! (Munje!)
- Mušketir (The Musketeer)
- Muza (The Muse)
- MVP: Moj vražji prijatelj (MVP: Most Valuable Primate)

## N
- Na Kitajskem jedo pse (I Kina spiser de hunde)
- Na Kitajskem jedo pse 2 (Old Men in New Cars)
- Na muhi (Eagle Eye)
- Na njenih prsih (Hombres Felices)
- Na odru (Podium)
- Na planincah (Na planincah)
- Na robu norosti (Abandon)
- Na robu strasti (In the Cut)
- Na svoji Vesni (Na svoji Vesni)
- Na svoji zemlji (Na svoji zemlji)
- Načrtovalka porok (The Wedding Planner)
- Nadarjeni gospod Ripley (Talented Mr. Ripley)
- Najina zgodba (The Story of Us)
- Najini mostovi (Bridges Of Madison County)
- Naključni milijonar (Mr. Deeds)
- Nanny McPhee (Nanny McPhee)
- Napad na policijsko postajo 13 (Assault On Precinct 13)
- Napad na policijsko postajo št. 13 (Assault on Precinct 13) (2005)
- Naravne sile (Forces of Nature)
- Nasmeh Mone Lise (Mona Lisa Smile)
- Naš avto (Naš avto)
- Nataša (Nataša)
- Ne bojim se (Io non ho paura)
- Ne čakaj na maj (Ne čakaj na maj)
- Ne joči, Peter (Ne joči, Peter)
- Ne pozabite Velikanov (Remember The Titans)
- Nepremagljiv (Invictus)
- Nebeška bitja (Heavenly Creatures)
- Nebeška vaba (Sky Hook)
- Nebeški kapitan in svet prihodnosti (Sky Captain and the World of Tomorrow)
- Nebeško kraljestvo (Kingdom of Heaven)
- Neimenovani (Los Sin nombre)
- Nekoč na divjem zahodu (C'era Una Volta Il West)
- Nelojalna konkurenca (Antitrust)
- Nemirna srca (Random Hearts)
- Nenavaden primer Benjamina Buttona (The Curious Case of Benjamin Button)
- Nepopisan list (Nepopisan list)
- Nepovratno (Irréversible)
- Nevarna smer (Changing Lanes)
- Neverjetni (The Incredibles)
- Nevidni cirkus (The Invisible Circus)
- Nevidno zlo (Resident Evil)
- Nevidno zlo: Apokalipsa (Resident Evil: Apocalipse)
- Nezlomljivi (Unbreakable )
- Nezvesta (Unfaithful)
- Nikjer v Afriki (Nowhere in Africa)
- Nikogaršnja zemlja (No Man's Land)
- Niti (Strings)
- Niti besede (Don't Say a Word)
- Njegovi tastari (Meet The Fockers)
- Njeni tastari (Meet The Parents)
- Noč čarovnic (Halloween)
- Noč čarovnic: vstajenje (Halloween: Resurrection)
- Noč na letališču (Jet Lag)
- Noč živih mrtvecev (Night of the Living Dead)
- Nočni izlet (Nočni izlet)
- Nomadi neba (Travelling Birds)
- Notting Hill (Notting Hill)
- Novi frajer (The New Guy)
- Novo (Novo)
- Novocaine (Novocaine)

## O
- Obala (The Beach)
- Obračun (Score)
- Oceanovih 11 (Ocean's Eleven)
- Oceanovih 12 (Ocean's Twelve)
- Oceanovih 13 (Ocean's Thirteen)
- Očetje v plenicah (My Baby's Daddy)
- Očka mesec (Luna Papa)
- Očka po sili (Big Daddy)
- Očkov vrtec (Daddy Day Care)
- Od deklice do bejbe (13 Going on 30)
- Oda Prešernu (Oda Prešernu)
- Odbite zabave Divjega Vana (Van Wilder Party Liason)
- Odpri srce (Open Hearts)
- Odrešitev (Deliverance)
- Odštekani petek (Freaky Friday)
- Ona je prava (She's All That)
- One Hour Photo (One Hour Photo)
- Operacija Mečarica (Swordfish)
- Operacija Valkira (Valkyrie)
- Opičje norčije (Monkey Trouble)
- Opoldanski obračun (Shanghai Noon)
- Orange County (Orange County)
- Oropaj policijsko postajo (Blue Streak)
- Osem milimetrov (Eight Millimeter)
- Osmi potnik (Alien)
- Ostržek (Pinocchio)
- Osumljen (Under Suspicion)
- Osumljenih pet (The Usual Suspects)
- Otroci manjšega boga (Children of a Lesser God)
- Otroci sreče (Sretno dijete)
- Outsider (Outsider)

## P
- Pa ne še en film za mulce (Not Another Teen Movie)
- Pajki napadajo (8 Legged Freaks)
- Palača strahov (The Haunted Mansion)
- Palčica (Palčica)
- Par – nepar (Pari e dispari)
- Pasja ljubezen (Amores perros)
- Pasje popoldne (Dog Day Afternoon)
- Pasji vojaki (Dog Soldiers)
- Past (Entrapment)
- Past za starše (Parent Trap)
- Pastirci (Pastirci)
- Patriot (The Patriot)
- Paul Kersey ne oprošča (Death Wish)
- Pazi, da ne pride do pretepa (Altrimenti ci arrabbiamo)
- Peal Harbor (Pearl Harbor)
- Pekel (Inferno)
- Peklenski stolp (The Towering Inferno)
- Pelji me na žur (Drive me Crazy)
- Pepelkina ljubezenska zgodba (Ever after)
- Perdita Durango (Perdita Durango)
- Pet krat dva (5x2)
- Pet minut slave (Iedereen beroemd!)
- Peter Pan
- Peti element (The Fifth Element)
- Pianist (film) (The Pianist)
- Placilo (Paycheck)
- Planet opic (Planet of the Apes)
- Planet teme (Pitch Black)
- Planet zakladov (Treasure Planet)
- Ples na vodi (Bathing Beauty)
- Ples v dežju (Ples v dežju)
- Plesalka v temi (Dancer in the Dark)
- Pljuni in jo stisni (Snatch)
- Plonkarji (Slackers)
- Plunkett & MaClean (Plunkett & MaClean)
- Pluto Nash (The Adventures of Pluto Nash)
- Po soncnem zahodu (After the Sunset)
- Pobegla nevesta (Runaway Bride)
- Pobegla porota (Runaway Jury)
- Pobesneli Max (Mad Max)
- Pobesneli Max 2 - Cestni bojevnik (Mad Max 2)
- Pod njenim oknom (Pod njenim oknom)
- Podle igre (Cruel Intentions)
- Podli fantje (Bad Boys)
- Podli fantje 2 (Bad Boys 2)
- Podmornica U-571 (U-571)
- Podri jo, mrho francosko (Slap Her, She's French)
- Podzemlje (Underworld)
- Pokaži mi ljubezen (Fucking Amal)
- Poker (Poker)
- Pokvarjeni Božiček (Bad Santa)
- Polarni vlak (The Polar Express)
- Poletje v školjki (Poletje v školjki)
- Poletje v školjki 2 (Poletje v školjki 2)
- Poletje v zlati dolini (Ljeto u zlatnoj dolini)
- Polje sanj (Field of Dreams)
- Polnočni obračun (Shanghai Knights)
- Popolna slika (Picture Perrfect)
- Popotovanje cesarskega pingvina (La Marche de l'empereur)
- Prava stvar (True Romance)
- Porno film
- Posebno poročilo (Minority Report)
- Poslednja noč (25th Hour)
- Poslednja pesem (The Last Song)
- Poslednji klic (Cellular)
- Poslednji samuraj (The Last Samurai)
- Possession (Possession)
- Pošast (Monster)
- Pošasti iz omare (Monsters, Inc.)
- Poštar (Il Postino)
- Pot domov (Wo De Fu Quin Mu Quin)
- Pot v El Dorado (The Road to El Dorado)
- Pot v pogubo (The Road to Perdition)
- Potopljene sence (What Lies Beneath)
- Povleci ga (Hombres Felices)
- Pozabljeni (The Forgotten)
- Pozabljeni zaklad (Pozabljeni zaklad)
- Poziv za Saro (Serving Sara)
- Prah (Prašina)
- Prava frekvenca (Frequency)
- Pravda za vsako ceno (Civil Action)
- Pravi moški (Someone Like You)
- Pravica do umora (Double Jeopardy)
- Pravila slacenja (Rules of Attraction)
- Pravkar poročena (Just Married)
- Pravzaprav ljubezen (Love Actually)
- Prebujena vest (Insider)
- Pred nevihto (Före stormen)
- Preden se znoči (Before Night Falls)
- Predmestje (subUrbia)
- Prehitri in predrzni (2 Fast 2 Furious)
- Preko vseh meja (Beyond Borders)
- Prenašalec (The Transporter)
- Prepovedan dotik (The Woodsman)
- Preprodajalci (Traffic)
- Prevajalka (film) (The Interpreter)
- Prevaranti (Small Time Crooks)
- Prežeči tiger, skriti zmaj (Wo hu zang long)
- Prijatelji (Buddy)
- Prijetno potovanje (Jean-Paul Rappeneau)
- Prilagajanje (Adaptation)
- Princ odkriva Ameriko (Coming to America)
- Princesa in bojevnik (Der Krieger + die Kaiserin)
- Princesa Mononoke (Mononoke Hime)
- Princeskin dnevnik (Princess Diaries)
- Princeskin dnevnik 2 (The Princess Diaries 2: Royal Engagement)
- Privlačna soseda (The Girl Next Door)
- Profesionalec (Profesionalac)
- Propad (Der Untergang)
- Propad Hollywooda (Hollywood Ending)
- Prosti pad (Falling Down)
- Prva ljubezen (film) (Down To You)
- Prvi poljub (Never Been Kissed)
- Psiho (Psycho)
- Psiho 2 (Psycho II)
- Psiho 3 (Psycho III)
- Psiho 4: Začetek (Psycho IV: The Beginnig)
- Ptiči (The Birds)
- Punčka za milijon dolarjev (Million Dollar Baby)
- Punčka, mogoče pa bo (Maybe Baby)
- Punisher (The Punisher)

## R
- Raj (Heaven, '87)
- Raj (Heaven, '02)
- Rane
- Ray
- Razsodnost in rahločutnost (Sense and Sensibility)
- Rdeči boogie ali kaj ti je deklica? (Rdeči boogie ali kaj ti je deklica?)
- Rdeči planet (film) (Red Planet)
- Rdeči zmaj (Red Dragon)
- Red Light Runners (Red Light Runners)
- Rekrut (The Recruit)
- Rekvijem za sanje (Requiem for a Dream)
- Resnična zgodba (The Straight Story)
- Reševanje malega Nema (Finding Nemo)
- Reševanje vdove Grace (Saving Grace)
- Reševanje vojaka Ryana (Saving Private Ryan)
- Revni milijonar (Slumdog Millionaire)
- Rezervni deli (Rezervni deli)
- Rezilo: Trojica (Blade: Trinity)
- Road Trip
- Rojena morilca (Natural Born Killers)
- Rollerball
- Romeo mora umreti (Romeo Must Die)
- Rop (Heist)
- Rop 3. rajha (Pljačka Trečeg rajha)
- Rop stoletja (Reindeer Games)
- Rosemaryjin otrok (Rosemary's Baby)
- Rože in vino (Apres vous)
- RRRrrr!!! (RRRrrr!!!)
- Ruševine

## S
- S.w.a.t. - Specialci (S.W.A.T. )
- Samo še 60 sekund (Gone in Sixty Seconds)
- Sanjači (The Dreamers)
- Scooby-Doo
- Scooby-Doo 2: Pošasti na prostosti (Scooby-Doo 2: Monsters Unleashed)
- Seabiscuit
- Sedem (Seven)
- Sedem duš (Seven Pounds)
- Sedem Jezusovih čudežev (The Gospel of John)
- Sedem let v Tibetu (Seven Years in Tibet)
- Sedem veličastnih (The Magnificent Seven)
- Seksualne čvekarije (Let's Talk About Sex)
- Semenj ničevosti (Vanity Fair)
- Sestre (Sorority Boys)
- Sestre magdalenke (The Magdalene Sisters)
- Sestreljeni črni jastreb (Black Hawk Down)
- Sesuti Harry (Deconstructing Harry)
- Shaft
- Shiner
- Shiri (Shiri - a.k.a Swiri)
- Showtime
- Shrek
- Shrek 2
- Shrek Tretji (Shrek the Third)
- Shrek za vedno (Shrek Forever After)
- Sibirski brivec (The Barber of Sibiria)
- Sijaj v očeh (Sijaj u očima)
- Silver Hawk
- Simon Birch
- Sinbad: Legenda sedmih morij (Sinbad: Legend of the Seven Seas)
- Sinovi Katie Elder (Sons of Katie Elder)
- Sivi kamion rdeče barve (Sivi kamion crvene boje)
- Skozi oko zasledovalca (Eye Of The Beholder)
- Skrivnost ulice Arlington (Arlington Road)
- Skrivnost zapuščene hiše (Profondo Rosso)
- Skrivnostna reka (Mystic River)
- Skrivnostno okno (Secret Window)
- Skupnost (Tillsammans)
- Slab dan v Black Rocku (Bad Day At Black Rock)
- Slaba vzgoja (La mala educacion)
- Sladke sanje (Skagerrak)
- Sladke sanje (Sladke sanje)
- Sladki november (Sweet November)
- Sladkih šestnajst (Sweet Sixteen)
- Slamnati psi (Straw Dogs)
- Slepa pega (Slepa pega)
- Sleparja (Matchstick Men)
- Smešna plat zgodovine (History of the World: Part I)
- Smrklji v New Yorku (New York Minute)
- Smrtni udarec (Exit Wounds)
- Sneguljčica in sedem palčkov (Snow White and the Seven Dwarfs)
- Snežni psi (Snow Dogs)
- Snif (Blow)
- Snow Falling on Cedars (Snow Falling on Cedars)
- Soba za paniko (Panic Room)
- Socializacija bika? (Socializacija bika?)
- Sod Smodnika (Bure Baruta)
- Solaris (film, 1968)
- Solaris (film, 1972)
- Solaris (film, 2002)
- Solino
- Somrak (Twilight)
- Sončeve solze (Tears of the Sun)
- Sovražnik pred vrati (Enemy at the Gates)
- Spider-Man
- Spider-Man 2
- Spirit
- Spirit: Divji žrebec (Spirit: Stallion of the Cimarron)
- Spopad na zahodu (Open Range)
- Srce angela (Angel Heart)
- Srčne igre (Playing By Heart)
- Sreča (Happiness)
- Sreča na vrvici (Sreča na vrvici)
- Srhljive skrivalnice (Hide and Seek)
- Stanje milosti (State of Grace)
- Stanje zamaknjenosti (Garden State)
- Stanovalec (Le Locataire)
- Stara, spelji se! (Duplex)
- Stari (Oldboy)
- Stari, kje je moj avto? (Dude, Where's My Car?)
- Staro, novo, sposojeno in modro (Old, New, Borrowed and Blue)
- Starsky in Hutch (Starsky and Hutch)
- Stepfordske ženske (The Stepford Wives)
- Stevardese letijo v nebo (View from the Top)
- Stigmata (Stigmata)
- Stik (Contact)
- Strah v noči (Play Misty For Me)
- Stranpota (Sideways)
- Stranski učinki (Collateral)
- Strogo zaupno (Confidence)
- Studio 54
- Sunshine
- Super veliki jaz (Super Size Me)
- Superagenta (Nati con la camicia)
- Superdekle (Supergirl)
- Superman (Superman: The Movie)
- Superman 2 (Superman II)
- Superman 3 (Superman III)
- Superman 4: Iskanje miru (Superman IV: The Quest For Peace)
- Superman se vrača (Superman Returns)
- Superman 2: Verzija Richarda Donnerja (Superman 2: The Richard Donner Cut)
- Superpolicaja iz Miamija (Miami Supercops)
- Surova balada (Badlands)
- Svet igrač (Toy Story)
- Svet igrač 2 (Toy Story 2)
- Svet igrač 3 (Toy Story 3)
- Sveti dim (Holy Smoke)

## Š
- Šanghaj
- Šefova hčerka (My Boss's Daughter)
- Šelestenje (Šelestenje)
- Šepetati konjem (The Horse Whispherer)
- Šerif in deček iz vesolja (Uno Sceriffo extraterrestre - poco extra e molto terrestre)
- Šest dni, sedem noči (Six Days Seven Nights)
- Šesti čut (The Sixth Sense)
- Šesti dan (The 6th Day)
- Široko zaprte oči (Eyes Wide Shut)
- Škandalozno pero (Quills)
- Škorpijon ubija (Dirty Harry)
- Škrlatne reke (Crimson Rivers)
- Šola rocka (The School of Rock)
- Špangleščina (Spanglish)
- Špartanec (Spartan)
- Številke za umor (Murder by Numbers)
- Štiri peresa (Four Feathers)
- Sto in en dalmatinec (One Hundred and One Dalmatians)
- Šum morja (Sound of the Sea)

## T
- Tajkun
- Tajkun
- Taksi (Taxi)
- Taksi 2 (Taxi 2)
- Taksist (Taxi Driver)
- Tango (Tango)
- Tanka rdeča črta (The Thin Red Line)
- Tarzan
- Tečnoba v hlačah (Harte Jungs)
- Tečnoba v hlačah 2 (More Ants in the Pants)
- Teksaški pokol z motorno žago (Texas Chain Saw Massacre)
- Teksaški pokol z motorko (Texas Chainsaw Massacre)
- Telefonska govorilnica (Phone Booth)
- Telesni čuvaj (Man on Fire)
- Tema (Darkness)
- Temna zvezda (The Dark Star)
- Terminal (The Terminal)
- Terminator (The Terminator)
- Terminator 2: Sodni dan (Terminator 2: Judgment Day)
- Terminator 3: Vstaja strojev (Terminator 3: Rise of the Machines)
- Tesnoba (Angustia)
- Tiger in Medvedek Pu (The Tigger Movie)
- Tihi glas (Little Voice)
- Tista druga sestra (The Other Sister)
- Titan A.E.
- Titanik (Titanic)
- To sladko bitje (The Sweetest Thing)
- To so gadi
- Tolpe New Yorka (Gangs of New York)
- Torque: Divji v sedlu (Torque)
- Totalna zmešnjava (Shouf, Shouf Habibi!)
- Totalni pokvarjenci (Very Bad Things)
- Trainspotting (Trainspotting)
- Trčeni profesor (The Nutty Professor)
- Trčeni profesor 2 (Nutty Professor II: The Klumps)
- Trda igra (Hardball)
- Trenutek odločitve (Rules of Engagement)
- Tretji udar (Den tredje vagen (Third Wave)
- Trinajsti bojevnik (13th Warrior)
- Trinajstletnici (Thirteen)
- Troja (Troy)
- Trumanov show (The Truman Show)
- Tu pa tam
- Tudi angeli bi jedli fižol (Anche gli angeli mangiano fagioli)

## U
- Ubij me strastno (Killing Me Softly)
- Ubijte Carterja (Get Carter)
- Ubila bom Billa 1 (Kill Bill: Vol. 1)
- Ubila bom Billa 2 (Kill Bill: Vol. 2)
- Učiteljica klavirja
- Učna leta izumitelja Polža
- Ujemi me, če me moreš (Catch Me if You Can)
- Umazane lepe stvari (Dirty Pretty Things)
- Umazani ples (Dirty Dancing)
- Umazani ples 2 (Dirty Dancing: Hawana Night)
- Umri pokončno (Die Hard)
- Univerzalni vojak (Universal Soldier: The Return)
- Univerzalni vojak II (Universal Soldier: The Return)
- Ure do večnosti (The Hours)
- Urga (Territory of Love)
- Uročena Ella (Ella Enchanted)
- Usodna oboževalka (Swimfan)
- Usodna ženska (Femme Fatale)

## V
- V Ameriki (In America)
- V dobri družbi (In a Good Company)
- V imenu pravice (The Yards)
- V iskanju dežele Nije (Finding Neverland)
- V leru
- V pajkovi mreži (Along Came a Spider)
- V pasti (In the Bedroom)
- V pekel in nazaj (To Hell and Back)
- V petek zvečer (V petek zvečer)
- V podzemlju seksa (Hardcore)
- V slabi družbi (Bad Company)
- V središču sveta (The Center of the World)
- V vrtincu (Gone with the Wind)
- V zmajevem gnezdu (Enter the Dragon)
- Van Helsing (Van Helsing)
- Vanilla Sky (Vanilla Sky)
- Varuh meje (Varuh meje)
- Vas ob gozdu (The Village)
- 80 dneh okoli sveta
- Vdor barbarov (Les Invasions barbares)
- Več kot dekle (Crossroads)
- Večno sonce brezmadežnega uma (Eternal Sunshine of the Spotless Mind)
- Veličastni Tenenbaumi (The Royal Tenenbaums)
- Velika modrina (Le Grand bleu)
- Velika pustolovščina (La Grande vadrouille)
- Velika riba (Big Fish)
- Velike težave (Big Trouble)
- Veliki Lebowski (The Big Lebowsky)
- Veronica Guerin (Veronica Guerin)
- Vertikala smrti (Vertical Limit)
- Vesna (Vesna)
- Vesoljski kavboji (Space Cowboys)
- V/H/S
- Videodrom (Videodrome)
- Vihar vseh viharjev (The Perfect Storm)
- Viski (Whisky: The Movie)
- Vitez teme (The Dark Knight)
- Vitezova usoda (A Knight's Tale)
- Vladavina ognja (Reign of Fire)
- Vohunske spletke (Spy Game)
- Vojakova vrnitev (Coming Home)
- Vojna v živo (Rat uživo)
- Vojna zvezd: Epizoda I - Grozeča prikazen (Star Wars: Episode 1 - The Phantom Menace)
- Vojna zvezd: Epizoda II - Napad klonov (Star Wars: Episode II - Attack of the Clones)
- Volčja bratovščina (Le Pacte des Loups)
- Volk (Wolf)
- Vrnitev obiskovalcev (Les Visiteurs II - Les Couloirs Du Temp)
- Vrnitev Petra Pana (Return to Never Land)
- Vrnitev v prihodnost (Back to the Future)
- Vroča bejba (Hot Chick)
- Vroča linija (Boiler Room)
- Vroča večerja (Dinner Rush)
- Vroče noči (Boogie Nights)
- Vročina (Heat, 1972)
- Vročina (Heat, 1986)
- Vročina (Heat, 1995)
- Vrtoglavica (Vertigo: The Movie)
- Vse ali nič (All or Nothing)
- Vse in še svet (The World Is Not Enough)
- Vse o fantu (About a Boy)
- Vse o moji materi (Todo sobre mi madre)
- Vse za sina (Domestic Disturbance)
- Vse za stavo (Le pari)
- Vsemogocni Bruce (Bruce Almighty)
- Vsi predsednikovi možje (All the President's Men)
- Vsi prelepi konji (All The Pretty Horses)
- Vsiljivci (The Others)
- Vsota vseh strahov (The Sum of All Fears)
- Vzhod je vzhodno (East is East)

## W
- Wall-E
- Wicker Park (Wicker Park)
- Wilbur se hoče ubiti (Wilbur begĺr selvmord)
- Wish Upon A Star
- Wonder Boys

## X
- xXx - Trojni X (Triple x)
- XXX2: V pripravljenosti (XXX: State of the Union)

## Y
- You Can Count On Me

## Z
- Z druge strani postelje (El otro lado de la cama)
- Z roko v roki (Stepmom)
- Za božjo voljo (Van God Los)
- Za sovražnikovo črto (Behind Enemy Lines)
- Za vedno Lilja (Lilja 4-ever)
- Za vsako ceno (Any Given Sunday)
- Začaran (Bedazzled)
- Začasna žena (Tillfällig fru sökes)
- Začetek konca (End of Days)
- Zadeni kot Beckham (Bend It Like Beckham)
- Zadet (Spun)
- Zadeta modela (Harold & Kumar Go to White Castle)
- Zadnja večerja (Zadnja večerja)
- Zadnji dobri možje (A Few Good Men)
- Zadnji udarec (Deep Impact)
- Zaklad pozabljenih (National Treasure)
- Zalezovalec (Watcher)
- Zaljubljeni Shakespeare (Shakespeare In Love)
- Zamenjan (Changeling)
- Zamujena priložnost (Family Man)
- Zaobljuba (The Pledge)
- Zaplešiva (Shall We Dance?)
- Zaplešiva (Lady, Let's Dance)
- Zapri gobec (Tais-toi)
- Zbiralec kosti (Bone Collector)
- Zbiralec življenj (Taking Lives)
- Zbogom, Lenin! (Good Bye, Lenin!)
- Zboristi (Les Choristes)
- Zbornica (The Faculty)
- Zelena milja (Green Mile)
- Zelo dolga zaroka (Un long dimanche de fiançailles)
- Zgodba gospoda P.F. (Zgodba gospoda P.F.)
- Zgodba o Lili (Lilly's Story)
- Zgodbe iz Narnije: princ Kaspijan (The Chronicles of Narnia: Prince Caspian)
- Zgodilo se je na Manhattnu (Maid In Manhattan)
- Zgubljeno s prevodom (Lost in Translation)
- Zlato za pogumne (Kelly's Heroes)
- Zlo (Ondskan)
- Zlobna dekleta (Mean Girls)
- Zmajev poljub (Kiss of the Dragon)
- Zmajevo leto (The Year of the Dragon)
- Značaj (Character)
- Znamenja (Signs)
- Zona Zamfirova (Zona Zamfirova)
- Zoolander (Zoolander)
- Zora živih mrtvecev (Dawn of the Dead)
- Zorro (The Mask of Zorro)
- Zvenenje v glavi (Zvenenje v glavi)
- Zverina (Animal)
- Zvestoba do groba (High Fidelity)
- Zvezdne steze: Prvo srečanje (Star Trek: First Contact)
- Zvezdniki (Celebrity)

## Ž
- Ženska za znoret (One Night at McCool's)
- Železni križec (Cross Of Iron)
- Želo (The Sting)
- Živeti in umreti v Los Angelesu (To Live And Die in L.A.)
- Življenje je lepo (La Vita E Bella)
- Življenje po življenju (What Dreams May Come)
- Življenje pod vodo (Life Aquatic with Steve Zissou)
- Življenje žuželk (A Bug's Life)
- Življenjska priložnost (Livet är en schlager)
- Žrelo (Jaws)